# Washington (Aruba)
Washington – miejscowość (plaats) i strefa (zone) w regionie Noord/Tanki Leendert w północnej części kraju autonomicznego Aruba, należącego do Holandii, w Ameryce Południowej. 1 stycznia 2020 r. liczyła 4390 mieszkańców. Leży na północ od stolicy wyspy Oranjestad. 

## Podział administracyjny
W skład strefy wchodzi jedna miejscowość
- Washington

## Demografia
Strefa liczy 4390 mieszkańców (1 stycznia 2020).
| Kobiety | Mężczyźni |
| ------- | --------- |
| 2147    | 2243      |